# Acmadenia bodkinii
Acmadenia bodkinii là một loài thực vật có hoa trong họ Cửu lý hương. Loài này được (Schltr.) Strid mô tả khoa học đầu tiên năm 1972.